# Carcharocles
Carcharocles é um gênero duvidoso de tubarões extintos, pertencente à ordem Lamniformes e faz parte da família de tubarões Otodontidae. Eles viveram do final do Eoceno ao final do Plioceno. Diz-se que o gênero descendeu de outro gênero de tubarão otodontídeo denominado Otodus. O gênero normalmente compreende as espécies informalmente conhecidas como megalodon (isto é, Carcharocles megalodon); contudo, algumas autoridades taxonômicas colocam essa espécie em vários outros gêneros.

## Anatomia
Este tubarão é conhecido por seus dentes fossilizados e centra vertebral. Como outros elasmobranchs, o esqueleto de Otodus era composto de cartilagem e não osso, resultando em relativamente poucas estruturas esqueléticas preservadas aparecendo dentro do registro fóssil. Os dentes deste tubarão são grandes com coroa triangular, bordas lisas de corte, e bordas visíveis nas raízes. Alguns dentes de Otodus também mostram sinais de evolução das serrarias.

### Estimativa de tamanho
Os fósseis de Otodus indicam que era um tubarão macro-predador muito grande. Os dentes mais conhecidos medem cerca de 104 milímetros (4,1 cm) de altura. O centrum vertebral deste tubarão tem mais de 12,7 cm de largura. Os cientistas sugerem que este tubarão atingiu pelo menos 9,1 metros de comprimento total com um comprimento máximo de 12,2 metros.

## Distribuição
Otodus teve uma distribuição mundial, já que fósseis foram escavados da África, Ásia, Europa e América do Norte.

## Evolução
Acredita-se amplamente que o gênero se origina de uma linhagem de tubarões pertencentes ao gênero Cretalamna, devido a fortes semelhanças na morfologia dentária. Os cientistas determinaram que Otodus evoluiu para o gênero Carcharocles, dadas evidências fósseis substanciais na forma de dentes transitórios. Alguns dentes foram escavados a partir dos sedimentos da Formação Nanjemoy em Maryland, EUA, argila Ypres na Bélgica e oeste do Cazaquistão, que são morfologicamente muito semelhantes aos dentes de Otodus, mas com cúplas levemente serrilhadas e uma borda de corte serrilhada.Esses fósseis transitórios sugerem um evento evolutivo mundial, e apoiam a teoria de que Otodus eventualmente evoluiu para Otodus aksuaticus e, assim, iniciou a linhagem carcharocles. Um estudo mais recente das relações taxonômicas de Megalolamnademonstra a possibilidade de que Otodus precise incluir as espécies às vezes atribuídas a Carcharocles (ou seja, a linhagem megatoothed, incluindo megalodon) para ser monofilética.